# 長野県道152号雨境望月線
長野県道152号雨境望月線（ながのけんどう152ごう あまざかいもちづきせん）は、長野県北佐久郡立科町と佐久市を結ぶ一般県道。

## 概要

### 路線データ
- 起点：北佐久郡立科町大字芦田字雨境（長野県道40号諏訪白樺湖小諸線交点）
- 終点：佐久市協和（望月交差点、国道142号交点）

## 通過する自治体
- 北佐久郡立科町
- 佐久市

## 交差・接続する道路
- 長野県道40号諏訪白樺湖小諸線 - 北佐久郡立科町大字芦田字雨境（起点）
- 長野県道482号大木浅田切線 - 佐久市大字協和字浅田切
- 国道142号 - 佐久市協和（望月交差点、終点）